# 268115 Williamalbrecht
268115 Williamalbrecht è un asteroide della fascia principale. Scoperto nel 2004, presenta un'orbita caratterizzata da un semiasse maggiore pari a 2,6422382 UA e da un'eccentricità di 0,1398266, inclinata di 30,10732° rispetto all'eclittica.
L'asteroide è dedicato all'astrofilo statunitense William B. Albrecht.